# Opera di adduzione
L'opera di adduzione può essere costituita da una o più condotte in pressione, nel qual caso si parla di gallerie adduttrici, oppure da canali adduttori, costituiti da canali a pelo libero. 
I canali a pelo libero sono utilizzati quando si deve convogliare un'importante massa d'acqua (circa 1000 l/s), non tanto ad uso civile, quanto per l'irrigazione o per l'alimentazione di impianti idroelettrici. 
Le condotte sono invece utilizzate per portate più modeste (30-200 l/s) e soprattutto ad uso civile. 
Dal punto di vista progettuale la soluzione delle condotte adduttrici è più complessa e si possono distinguere due tipologie, opere a gravità e opere a pompaggio. 
Le prime sfruttano un dislivello geodetico naturale e non implicano alcun dispendio di energia, le seconde invece devono essere dotate di un impianto di pompaggio, di conseguenza, oltre ai costi di realizzazione, graveranno su di esse anche costi di funzionamento.